# Tripteroides argenteiventris
Tripteroides argenteiventris är en tvåvingeart som först beskrevs av Theobald 1905.  Tripteroides argenteiventris ingår i släktet Tripteroides och familjen stickmyggor. Inga underarter finns listade i Catalogue of Life.